# Wendy Fuller
Wendy Marie Fuller-Reich (Montreal, 8 de enero de 1965) es una deportista canadiense que compitió en saltos de plataforma. Es hermana de la también saltadora Debbie Fuller.
Ganó una medalla de plata en los Juegos Panamericanos de 1987, en la prueba individual.

## Palmarés internacional
| Juegos Panamericanos | Juegos Panamericanos          | Juegos Panamericanos | Juegos Panamericanos |
| Año                  | Lugar                         | Medalla              | Prueba               |
| -------------------- | ----------------------------- | -------------------- | -------------------- |
| 1987                 | Indianápolis (Estados Unidos) | Medalla de plata     | Plataforma 10 m      |